# 981年
| 千纪： | 1千纪 |
| 世纪： | 9世纪 \| 10世纪 \| 11世纪                                                                                            |
| 年代： | 950年代 \| 960年代 \| 970年代 \| 980年代 \| 990年代 \| 1000年代 \| 1010年代                                          |
| 年份： | 976年 \| 977年 \| 978年 \| 979年 \| 980年 \| 981年 \| 982年 \| 983年 \| 984年 \| 985年 \| 986年                      |
| 纪年： | 辛巳年（蛇年）；于阗中興四年；辽亨三年；北宋太平兴国六年；大理明政十三年；越南天福二年；定安國元興六年；日本天元四年 |

## 大事记
- 白藤江之戰，宋太宗得知黎桓篡位，以扶立丁璿復位為名義進攻前黎朝，被黎桓擊退。
- 奧托二世侵入意大利。
- 拜占庭皇帝巴西爾二世（958年－1025年）入侵保加利亚，被保加利亞沙皇沙皇萨穆伊尔（Самуил）（？－1014年）击败于索非亚附近。
- 維京人紅鬍子艾瑞克從歐洲北部流亡至格陵蘭。

## 逝世
- 趙德芳，宋太祖四子。
- 高丽景宗王伷，高麗第五任君主。